# Troubadour

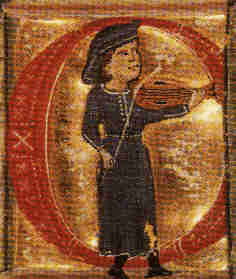
Troubadour met vedel

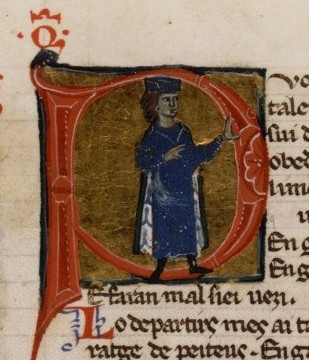
Willem IX van Aquitanië

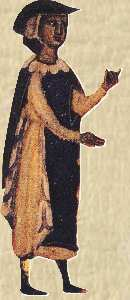
Troubadour uit een manuscript over troubadourmuziek, dertiende eeuw

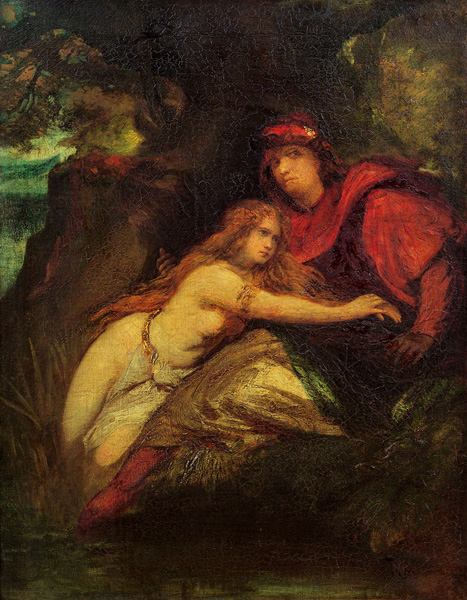
Nymf en troubadour, Hans Makart

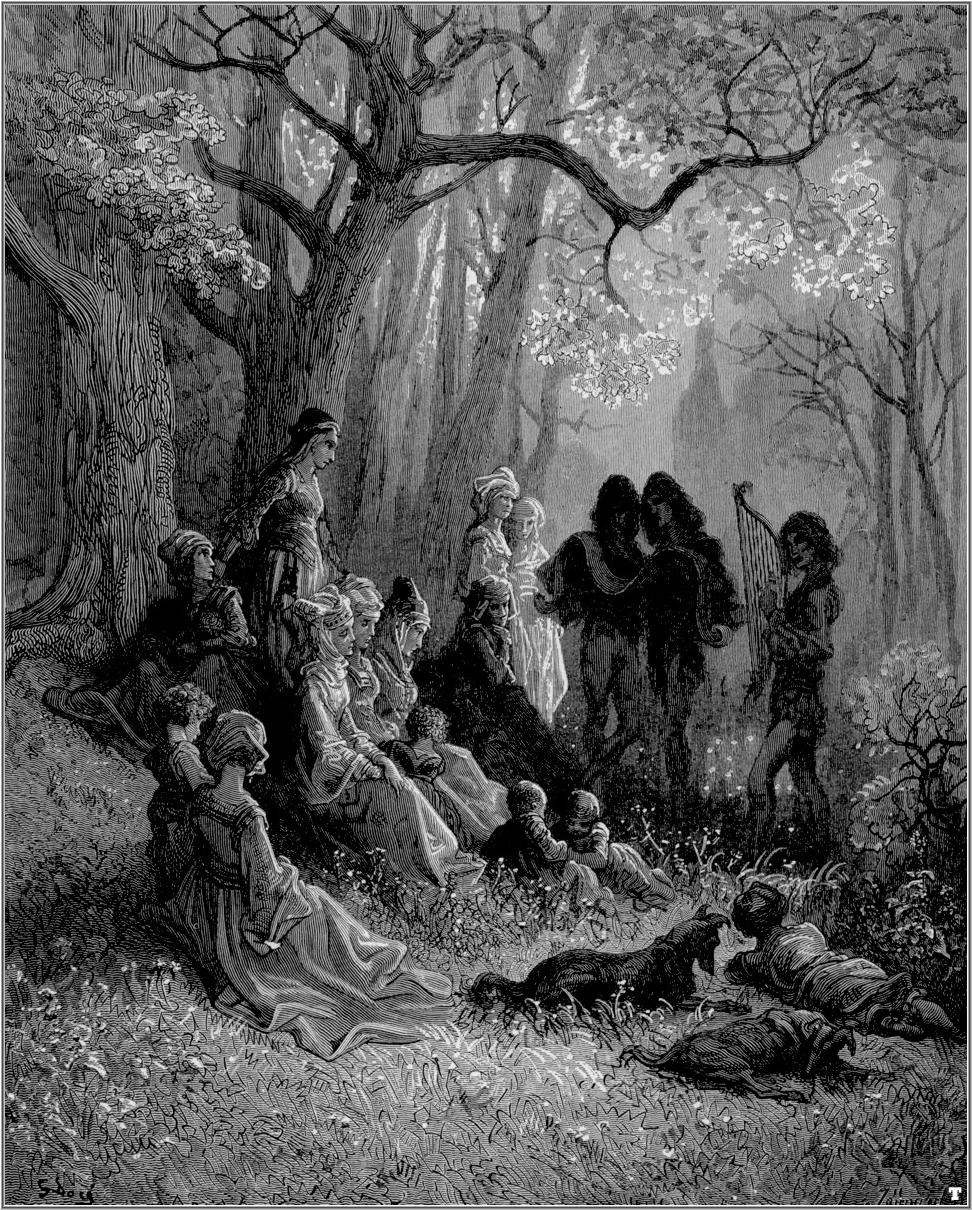
Troubadours zingen over de kruisvaart, Gustave Doré

Een troubadour is van oorsprong een middeleeuwse kunstenaar, vooral begaafd als muzikant-dichter. Een trouvère is een vergelijkbare artiest. Ze waren actief in het Franse taalgebied.
Het woord troubadour is afgeleid van het Occitaanse woord "trobar", dat 'vinden' of 'bedenken' betekent (vr: trobairitz). Het woord "trouvère" is afgeleid van het Oudfranse 'trouver', dat eveneens 'vinden' of 'bedenken' betekent.
In Germaanstalige streken spreekt men over 'minnezangers' (ze zongen over de 'hoofse minne'). Troubadours vertonen ook verwantschap met andere middeleeuwse kunstenaars zoals de jongleur en de minstreel.

## Ontwikkeling
De eerste met naam bekende troubadour was Willem van Poitiers, die in de 11e eeuw leefde en hertog van Aquitanië was. Hij schreef in het Occitaans, de oudste levende literaire taal van West-Europa.
De meeste troubadours bezongen de hoofse liefde. Bekend gebleven troubadours zijn onder andere Bernard de Ventadour en Jaufré Rudel. Ook leden van de hoge adel schreven liederen in de stijl van de troubadours, bijvoorbeeld hertog Jan I van Brabant. Met de vernietiging van de Occitaanse cultuur na de gewelddadige inlijving door Frankrijk van de Languedoc in het begin van de veertiende eeuw verdwenen ook de troubadours.
Sommige troubadours trokken weg uit Zuid-Frankrijk, richting Noord-Frankrijk, Italië en Catalonië. Nu waren deze streken in handen van de koning, terwijl Zuid-Frankrijk verdeeld was en niet in handen van de koning was. In de 13e eeuw ziet de koning een aanleiding om een oorlog te starten. Er ontstond namelijk ketterij in de Provence, en de Paus stuurde zijn "honden", de Dominicanen, die een grootschalige inquisitie instelden. Hierbij kreeg de Paus steun van de koning in Noord-Frankrijk. Van 1209 tot 1229 vinden de Albigenzer Oorlogen plaats. Ook veel troubadours sneuvelden, en de overigen werden werkloos doordat het geld voor kunst en cultuur op was geraakt door de hoge oorlogskosten. Over deze strijd werd ook gezongen. Na 1230 vonden troubadours nog wel werk in Spanje en Italië. De eeuw daarvoor gingen ze al naar Noord-Frankrijk, en de invloed van de trouvères werd merkbaar. Zo ontstond de wereldlijke monodie die in de landstaal gezongen werd. Het contact tussen troubadours en trouvères blijkt ook uit huwelijken. De trouvèremuziek na de periode 1250-1300 wordt dan ook door troubadours nieuw leven ingeblazen. Er is ook invloed van de trouvères op de Minnesänger in West-Duitsland en op kunstenaars in Italië.

## Kenmerken
- Het eerste troubadourlied gaat over de kruistocht tegen de Moren in Spanje (Marcabras).
- Een troubadour was een dichter-componist van wereldlijke liederen, in het Occitaans. Troubadours waren doorgaans van betere komaf en worden vooral in Zuid-Frankrijk gelokaliseerd.
- Troubadours begeleidden doorgaans zichzelf (echter niet op een blaasinstrument).
- Pas na 1250 ontstond de eerste (summiere) notatie van liederen. Het betreft slechts de toonhoogten.
- Er zijn zo'n 460 troubadours bekend.
- Er zijn 2600 teksten (gedichten) overgeleverd van troubadours.
- Er zijn circa 260 melodieën overgeleverd.

## Liedvormen
De troubadours gebruikten de volgende liedvormen:
- alba - morgenlied (vergelijk aubade)
- dansa of balada - een lied met een refrein, vergelijk de ballade
- escondig - een verontschuldiging van de minnaar
- gap - een uitdagend lied
- jeu parti - een liefdesdebat
- pastorela - een lied over een ridder en een herderinnetje
- sirventes - satirisch lied
- planh - (Frans: plainte) klaagzang, vergelijk de lamento
- descort - een lied waarin een afwijkend gevoel wordt bezongen

## Troubadour, trouvère, jongleur en minstreel

### Troubadours en trouvères
Troubadours vinden we vooral terug in Zuid-Frankrijk, trouvères daarentegen bevinden zich in het Noorden van Frankrijk.
Hoewel ze als groep niet duidelijk gedefinieerd waren en beide 'groepen' dus eigenlijk hetzelfde doel/beroep hadden zijn er toch enkele opmerkelijke verschillen tussen 'troubadours' en 'trouvères':
- Troubadours zongen in het Zuid-Franse dialect langue d'oc; trouvères daarentegen zongen in de langue d'oïl, de voorloper van het moderne Frans
- Troubadours maakten/speelden eerder dansante muziek, terwijl trouvères eerder introverte muziek brachten
- Troubadour zijn was enkel bestemd voor de (verarmde) adel, terwijl bij de trouvères zowel adel als burgerij wordt aangetroffen

Troubadours en trouvères waren dichters van poëzie en componisten. Sommigen van hen waren zelf niet muzikaal begenadigd, en lieten hun muziek daarom uitvoeren door 'jongleurs' of 'minstreels' (als ingehuurde professionele muzikanten). De meest gebruikte instrumenten: waren luit, portatief en harp.

### Minnezanger
Vanaf de 14e eeuw deed zich in Duitsland een vergelijkbare ontwikkeling voor: de minnezanger. Deze had hetzelfde doel als de troubadours/trouvères in Frankrijk, maar de minneliederen zijn 'stijver' en minder expressief.

### Jongleurs en minstrelen
Jongleurs of joculators waren professionele 'speelmannen' die van kasteel tot kasteel trokken en van dorp naar dorp om met zang, dans en andere kunsten het publiek te vermaken.
Ze componeerden zelf geen liederen, maar voerden werken uit die door anderen werden gecomponeerd of brachten volksmuziek, al dan niet wat aangepast. Wanneer een jongleur vast in dienst kwam bij een adellijke heer, noemde men deze minstreel.
Het onderscheid tussen deze middeleeuwse speellieden was overigens niet altijd scherp.

## Trivia
- Troubadour is tevens de naam van een bier gebrouwen door Brouwerij The Musketeers in Ursel.
- In 1969 won Lenny Kuhr met het lied De troubadour het Eurovisiesongfestival.

## Bron
- L.M. Wright, 'Misconceptions concerning the Troubadours, Trouvères and Minstrels' in: Music & Letters, Vol. 48, Nr. 1 (1967), p. 35-39